# 奥尔迪藏
奥尔迪藏（法語：Ordizan，法語發音：[ɔʁdizɑ̃]）是法国上比利牛斯省的一个市镇，属于巴涅尔德比戈尔区。

## 地理
奥尔迪藏（43°6'28"N, 0°7'49"E）面积5.89 平方千米，位于法国奧克西塔尼大區上比利牛斯省，该省份为法国西南部内陆省份，北至热尔省，西接大西洋比利牛斯省，南与西班牙接壤，东临上加龙省。
与奥尔迪藏接壤的市镇（或旧市镇、城区）包括：昂蒂斯、欧邦、蒙加亚尔、奥里尼亚克、普扎克、特雷邦斯。

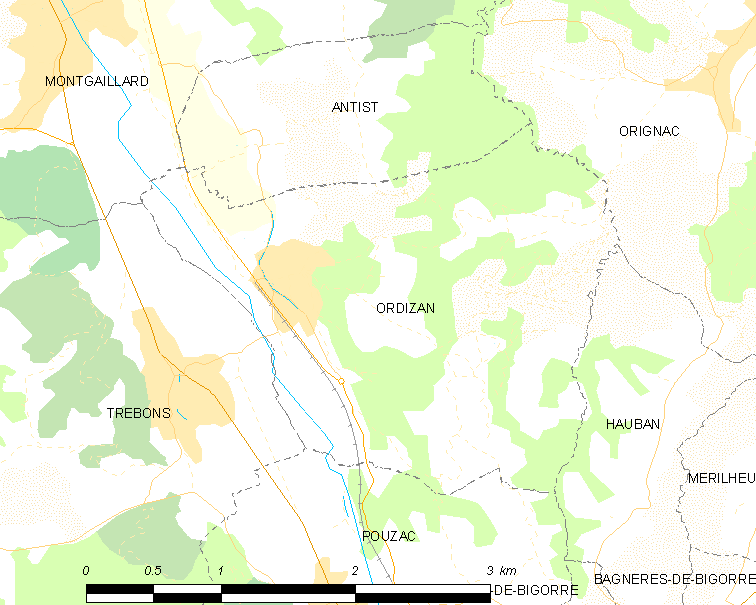
奥尔迪藏的OSM定位图

奥尔迪藏的时区为UTC+01:00、UTC+02:00（夏令时）。

## 行政
奥尔迪藏的邮政编码为65200，INSEE市镇编码为65335。

## 政治
奥尔迪藏所属的省级选区为上比戈尔县。

## 人口

1962-2008年间奥尔迪藏人口变化图示

奥尔迪藏于2022年1月1日时的人口数量为515人。